# Herbert Jamison
Herbert Brotherson Jamison (ur. 17 września 1875 w Peorii, zm. 22 czerwca 1938 tamże) – amerykański lekkoatleta, uczestnik i medalista Igrzysk Olimpijskich w Atenach.
Koronnym dystansem Amerykanina był bieg na 200 metrów, jednak gdy ten się nie znalazł w programie Igrzysk Jamison postanowił wystartować w biegu dwukrotnie dłuższym. W swoim biegu eliminacyjnym Jamison pewnie pokonał Fritza Hofmanna i Kurta Dörrego z Niemiec oraz Francuza Adolphe Grisela. W finale uległ tylko swojemu rodakowi Tomowi Burke, z którym przegrał o około 15 metrów.